# Minerva Chalcidicas tempel
Minerva Chalcidicas tempel (latin: Aedes Minervae Chalcidicae) var ett tempel på Marsfältet i antikens Rom. Templet uppfördes år 62 f.Kr. av fältherren Pompejus och det invigdes åt Minerva.
Templet förstördes i en brand år 80 e.Kr. och återuppbyggdes av kejsar Domitianus. Tidigare trodde man att basilikan Santa Maria sopra Minerva uppfördes ovanpå resterna av templet, men den teorin har senare vederlagts. Det har numera klarlagts att kyrkan Santa Marta är byggd ovanpå Minerva Chalcidicas tempel.